# Echiniscus latifasciatus
Echiniscus latifasciatus är en djurart som tillhör fylumet trögkrypare, och som beskrevs av Dudichev och Vladimir I. Biserov 2000. Echiniscus latifasciatus ingår i släktet Echiniscus och familjen Echiniscidae. Inga underarter finns listade i Catalogue of Life.